# Bogyó és Babóca (film)
A Bogyó és Babóca – 13 mese 2010-től 2014-ig futott magyar 2D-s számítógépes animációs sorozat M. Tóth Géza rendezésében, amely Bartos Erika azonos című mesekönyvsorozatából készült adaptáció. A mesélő, Pogány Judit több mint hetven figurának kölcsönzi hangját.
Az M. Tóth Géza által vezetett, KEDD Animációs Stúdió kezdeményezésére készült a sikeres mesesorozatból az animációs filmváltozat. A tizenhárom részes művet televízióban kívánták vetíteni. A próbavetítéseken – váratlanul – moziban is nagy sikert aratott, és 2010-ben a 3. legnézettebb magyar film lett. 
A Bogyó és Babóca epizódjai nagy sikerrel szerepeltek hazai és nemzetközi filmfesztiválokon is. A tücsök hegedűje című epizód elnyerte a legjobb rövidfilm díját a világ egyik legrangosabb gyerekfilmes eseményén, a 11. Kínai Nemzetközi Gyerekfilmfesztiválon, Csiangjinban. A Bogyó és Babóca mesék továbbá versenyfilmként szerepeltek a csehországi Zlín Nemzetközi Gyermek- és Ifjúsági Filmfesztivál programjában, a Kecskeméti Animációs Filmfesztiválon, a baszkföldi Animabasauri fesztiválon, és az Anifest Rozafa programjában, számos más fesztivál mellett.
A rajzfilmsorozatot szlovén, szerb, román és cseh nyelvre is lefordították, és nagy sikerrel sugározták a különböző országokban a Minimax televíziós csatornán. Jelenleg az angol nyelvű változat utómunkái zajlanak.
A Bogyó és Babóca angolul Berry and Dolly .

## Szereplők

### Főszereplők
- Bogyó – A csigafiú.  Babóca legjobb barátja, akivel sokat játszanak és kalandoznak.
- Babóca – A katicalány.  Gyakran okoskodó, azonban jól művelt karakter, aki mindig mindenkinek a legjobbat akarja.
- Baltazár – A méhecske. Szinte minden részben megjelenik. Segítőkész, de gyakran undok és akaratos szereplő. Gyakran kerül nézeteltérésbe Vendellel, a szarvasbogárral, és Bogyóval, a csigával. Legjobb barátja Pihe, a lepkelány, de Dorottyával, a dongólánnyal ápol romantikus kapcsolatot.
- Döme – A krumplibogár. Aranyos, de következetes szereplő.
- Vendel – A szarvasbogár. Sokat látott szereplő, kedves karakter, gyakran veszekszik Baltazárral. Valószínűleg szerelmes Millába, a hóbogárba, aki megtanította őt korcsolyázni.
- Szellő – A szitakötőlány. Jóindulatú bogárka. A mesék folyamán mindig Ugri mellé áll.
- Pihe – A lepkelány. Bogyó és Babóca egyik legjobb barátja, de Baltazárral is igen jóban van. Kedves és önzetlen bogárka, sohasem okoz a másiknak lelki fájdalmat. Nagyon sokszor van képernyőn, főleg ahogy kíséri Bogyót és Babócát kalandjaikon.
- Ugri – A szöcskelány. Sok részben mint mellékszereplő tűnik fel. Mozgékony és együttérző bogár. Mindig segít Szellőnek.
- Alfonz – A tücsök, aki tud hegedülni. Bölcs személyiség, aki barátait mindig a jó útra akarja téríteni.

### Mellékszereplők (rovarok)
- Barlangi pók – A barlangban élő piros óriáspók. Az erdő lakói először megijedtek tőle, de aztán rájöttek, hogy barátságos állatka.
- Bodobács – A vándor, kürtőskalács árus.
- Bolhák – A négy apró bolha. Kata, a sárga katica jó pajtásai.
- Dongó néni – A mezei óvoda tulajdonosa.
- Dorottya – A dongólány. A többiek házat építettek neki az erdőben, hogy itt maradhasson, Baltazár, a méhecske örömére, akivel szoros kapcsolatot ápol.
- Egon – A cserebogár. Akaratos, sokszor elveszik a részletekben.
- Frici – A cincér. Ő is akaratos, de ez gyakran a kárára lesz.
- Gömbi – A virágbogár. A barlangból mentették ki, a leggyakrabban látott kicsi.
- Hangyagyerekek – A hangyakirálynő gyerekei.
- Hangyakirálynő – A hangyák vezetője.
- Holdbogár – Nem tud járni.
- Huba – A homokbogár. Bogyóékkal együtt homokvárat épített a szigetén. Csak egy epizódban szerepel.
- Kata – A sárga hátú katica. Ő Babóca katica rokona, akit az utóbbi meglátogat egy részben. Egy szigeten lakik, és egy kiváló építész.

- Lili – A rózsabogár. Pihe a legjobb barátja. A mesék során csak nagyon kevésszer tűnik fel.
- Milla – A hóbogár. Tud korcsolyázni, és korcsolyacipőket készíteni. Főleg a télen játszódó epizódokban tűnik fel.
- Molnárbogár
- Muslicák – Az apró muslicák.
- Nelli – A nünüke.
- Patrik – A pattanóbogár.
- Pettyes futrinka néni – A mezei óvoda dadusa.
- Szentjánosbogarak – A lámpás szentjánosbogarak.
- Szúbogarak – A három csintalan bogár.
- Világítóbogár

### Mellékszereplők (egyéb állatok)
- Bagolydoktor – A fülesbagoly.
- Bagolymama – A doktor felesége.
- Bagolyfiókák – A doktor három gyermeke.
- Béka
- Csaba – A vízicsiga.
- Csillaglány – A csillaglány valahol az égen. Nem tud beszélni.
- Ede – Az egér.
- Gomba – Egy gomba a réten.
- Hörcsög – A nagy hörcsög.
- Kanári – Egy kanári a főcímdalban.
- Kanárifiókák – A kanárigyerekek.
- Kelemen – A kanáriapuka.
- Kukac – A zöld kukac. Bogyó barátja.
- Lenke – A kanárianyuka.
- Napraforgó – Egy napraforgó a réten.
- Polip – A nagy, sárga polip.
- Postagalamb – A galamb.
- Rák – A nagy, piros rák.
- Regő – A mókus.
- Rózsaszín kukac – A kukac felesége.
- Soma – A sündisznó.
- Szarka – A mindig éhes szarka, egy alkalommal a karácsonyi sütik ellopója.
- Rénszarvasok – A télapó szarvasai.
- Százlábú – A sárga százlábú.
- Szivárványhalak
- Teknős
- Télapó
- Vízisikló – A tengerben élő sikló.

## Folytatások
További 5 egészestés alkotássá összefűzött epizódok kerültek a mozikba az alábbi címeken:
- Bogyó és Babóca 2. — 13 új mese (2011)
- Bogyó és Babóca 3. — Játszótársak (2014)
- Bogyó és Babóca 4. — Tündérkártyák (2020)
- Bogyó és Babóca 5. — Hónapok meséi (2023)
- Bogyó és Babóca 6. — Csengettyűk (2024)